# Peludo paraliotus
Peludo paraliotus is een pissebed uit de familie Amphisopidae. De wetenschappelijke naam van de soort is voor het eerst geldig gepubliceerd in 2002 door Wilson & Keable.